# Teresa (Rizal)
Teresa (Munisipalidad ng Teresa) är en kommun i Filippinerna. Kommunen ligger på ön Luzon, och tillhör provinsen Rizal. Folkmängden uppgår till 29 475 invånare.
Teresa är indelat i 9 barangayer.